# Jevgenij Stepanovič Aljehin
Jevgenij Stepanovič Aljehin (rusko Евгений Степанович Алехин), sovjetski general, * 1893, † 1945.

## Življenjepis
Leta 1920 je postal poveljnik 93. strelskega polka. Naslednje leto je postal namestnik načelnika štaba enot, ki so zatrle Tambovsko vstajo. 
Leta 1925 je postal poveljnik 15. strelskega polka. Med letoma 1930 in 1937 je bil načelnik štaba 5. strelske divizije, nakar pa je postal poveljnik Pehotne šole v Minsku. A že v istem letu je bil aretiran in poslan v zapor. Leta 1939 je bil oproščen in vrnjen v sestavo; postal je namestnik poveljnika 33. strelskega korpusa in poveljnik 93. rezervne strelske brigade. Med letoma 1942 in 1943 je bil poveljnik 113. strelske divizije in nato do smrti poveljnik 27. gardnega strelskega korpusa.